# George Tyrrell
Pour les articles homonymes, voir Tyrrell.
George Tyrrell, né le 6 février 1861 à Dublin (Irlande) et décédé le 15 juillet 1909 à Storrington, Sussex (Angleterre), est un jésuite irlandais. Converti de l’anglicanisme, il entre dans la Compagnie de Jésus en 1880 et devient un éminent thomiste. Promoteur enthousiaste et influent du modernisme théologique, et fréquemment en conflit avec la doctrine officielle de l'Église catholique, il est expulsé de la Compagnie de Jésus en 1906 et excommunié l'année suivante (1907). 

## Biographie

### Jeunesse et formation
Anglican mais élevé dans la tradition calviniste, Tyrrell se convertit en Angleterre et est reçu dans l'Église catholique le 18 mai 1879. Un an plus tard il entre au noviciat des jésuites. Bien qu’encore en formation il écrit déjà des articles pour la revue The Month. Ses études de théologie en font un ardent thomiste. Tyrrell est ordonné prêtre à St Beuno’s (Pays de Galles) en 1891. Peu après (1894) il commence à enseigner la philosophie aux séminaristes jésuites. Il est souvent en conflit avec ses collègues à propos de théories suareziennes. Il en réfère au supérieur général, Luis Martin, mais n’est pas soutenu. Se sentant victime d’une injustice il exprime sa déception vis-à-vis de la Compagnie de Jésus. 

### Rédacteur auMonth
En 1896, il est envoyé à Londres comme rédacteur  à la revue The Month. Il y donne toute la mesure de son talent car il a le don de la plume. En l’espace de 7 ans, il produit 39 articles. Présentant le catholicisme de façon moderne, il convainc les catholiques instruits de la valeur et rationalité de leur foi. Tyrrell est un apologiste apprécié: ses articles sont rassemblés en deux volumes sous le titre de The Faith of the Millions. 
Il est en contact avec les grands théologiens libéraux anglais, mais c’est son amitié avec le baron Friedrich von Hügel qui change sa vie. Hugel lui fait connaître les théologiens et exégètes allemands (Troeltsch, Rudolf Eucken, Paul Wernle) et français (Loisy, Laberthonnière, Bergson). Il se lie d’amitié avec Henri Bremond.  Ses livres ont du succès: une série de conférences et méditations spirituelles Hard Sayings (1898) et External Religion (1899) des instructions données à des étudiants catholiques d’Oxford. 

### Premières censures et modernisme
Un article de 1899, Perverted Devotion, sur l’enfer est vivement critiqué par les censeurs jésuites de Rome. Tyrrell doit donc quitter la revue The Month (1900) et, quasiment en exil, il est envoyé dans une paroisse de Richmond, où il loge chez une ancienne religieuse, Maude Petre, moderniste enthousiaste. 
Ayant de plus en plus de difficultés avec les censeurs, il commence à écrire et publier sous un nom d’emprunt ('Ernest Engels' ou 'Hilaire Bourdon'). Une Letter to a Professor of Anthropology est publiée anonymement, conseille à un professeur de rester dans l’Église bien qu’il ait de grandes difficultés à réconcilier l’enseignement de l’Église et la recherche scientifique. Une traduction italienne parue à Milan (1906) fait scandale. L’auteur est connu. Le supérieur général, Luis Martin, exige de Tyrrell qu’il se rétracte publiquement, ce qu’il refuse de faire. Il est alors exclu de l’ordre jésuite (février 1906).
Aucun évêque ne le recevant dans son diocèse, Tyrrell s’installe en permanence à Storrington chez Maude Petre. Il se donne alors sans mesure à la promotion du modernisme doctrinal, subordonnant le caractère intellectuel de la révélation aux émotions de la piété, opposant la valeur prétendument absolue des dogmes à la caducité de ses formules, et opposant le rôle de l’Église aux influences de l’Esprit-Saint. Il estime que les méthodes scientifiques modernes sont à appliquer aux textes bibliques comme à tout l’héritage traditionnel de l’Église.  Il est le moderniste britannique le plus célèbre.

### Excommunication

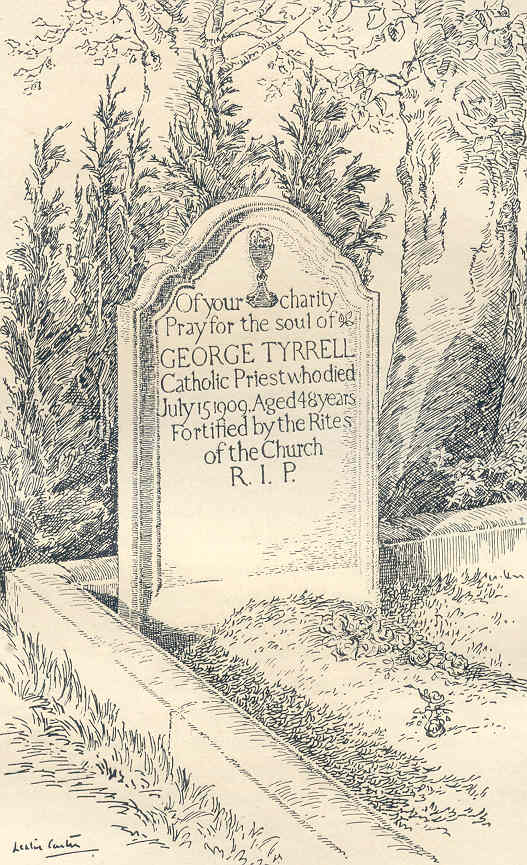
Pierre tombale de George Tyrrell.

En 1907 il publie son livre le plus connu : Through Scylla and Charybdis. Avec amertume il reprend ses thèmes préférés: insistance sur l’expérience personnelle, anti-intellectualisme, distinction entre dogmes et révélation. La même année Tyrrell critique vivement l’encyclique Pascendi de Pie X, qui condamne le modernisme. Il est excommunié. Peu après il renonce à assister à la messe. Il prône alors l’« excommunication salutaire ». Attaché malgré tout à la communion catholique - et malgré quelques invitations insistantes - il ne désire pas revenir au protestantisme, mais souhaite organiser un « fort noyau d’excommuniés qui constituerait une protestation vivante contre la papauté ». Dans une réplique au cardinal Mercier (1908) il dénonce le « médiévalisme du catholicisme actuel » et veut montrer ce que serait un vrai christianisme « à la croisée des chemins ». 
George Tyrrell meurt de néphrite aiguë le 15 juillet 1909. Il reçoit l'extrême-onction sur son lit de mort (avec absolution conditionnelle car il était dans le coma), mais une sépulture religieuse lui est déniée car il s'est refusé à toute rétractation publique. Il ne peut se réconcilier avec l’Église de son choix dont il ne cessa jamais de se dire le défenseur « contre l’aveuglement de ses chefs » . Fidèle à son sacerdoce, il laisse dans ses dernières volontés les instructions : « si aucun prêtre n’est présent à mon enterrement, que tout se passe dans le silence le plus complet. Si une pierre est placée sur ma tombe qu’il y soit écrit que j’étais un prêtre catholique, et qu’elle porte les emblèmes traditionnel du calice et de l’hostie. Qu’aucune note ou commentaire n’y soit ajouté »
Au cimetière, l’ami prêtre, Henri Bremond, fait un émouvant éloge funèbre à  » celui qui resta attaché à l’Église de sa conversion’, et bénit la tombe et le cercueil de Tyrrell. Pour un tel acte, il est suspendu a divinis par l'évêque de Southwark, Peter Amigo. Les mesures contre Tyrrell et ses amis sont d’autant plus sévères qu’il était devenu la figure emblématique de la résistance moderniste à l’autorité du Saint-Siège.

## Œuvres
- Hard Sayings: Choix de méditations et d'études.  London: Longmans, Green, 1898.
- External Religion: Its Use and Abuse. London: Sands, 1899.
- Lex orandi: or, Prayer & Creed. London: Longmans, 1903.
- Lex credendi: A Sequel to Lex orandi. New York: Longmans, Green, 1906.
- Through Scylla and Charybdis: or, The Old Theology and the New. London: Longmans, Green, 1907.
- Medievalism: A Reply to Cardinal Mercier.  London: Longmans, Green, 1908.
- The Church and the Future. London: Priory Press, 1910.